# Nycteribia stylidiopsis
Nycteribia stylidiopsis är en tvåvingeart som beskrevs av Speiser 1908. Nycteribia stylidiopsis ingår i släktet Nycteribia och familjen lusflugor.
Artens utbredningsområde är Madagaskar. Inga underarter finns listade i Catalogue of Life.